# دختر خواهر
دخترِ خواهر (ایتالیایی: La nipote) یک فیلم اروتیک و کمدی سکسی سبک ایتالیایی به کارگردانی نلو روساتی است که در سال ۱۹۷۴ منتشر شد. این فیلم در فرانسه در نسخه‌ای ویژهٔ بزرگسالان با اضافه کردن سکانس‌های ایتالیایی هاردکور و با عنوان خواهرزادهٔ فتنه‌گر در سال ۱۹۸۰ بازنشر شد.

## گزیدهٔ بازیگران
- فرانچسکا موتسیو
- دانیله وارگاس
- اتسیو مارانو
- جرج آردیسون
- ارکیده‌آ د سانتیس